# Gnadenstuhl

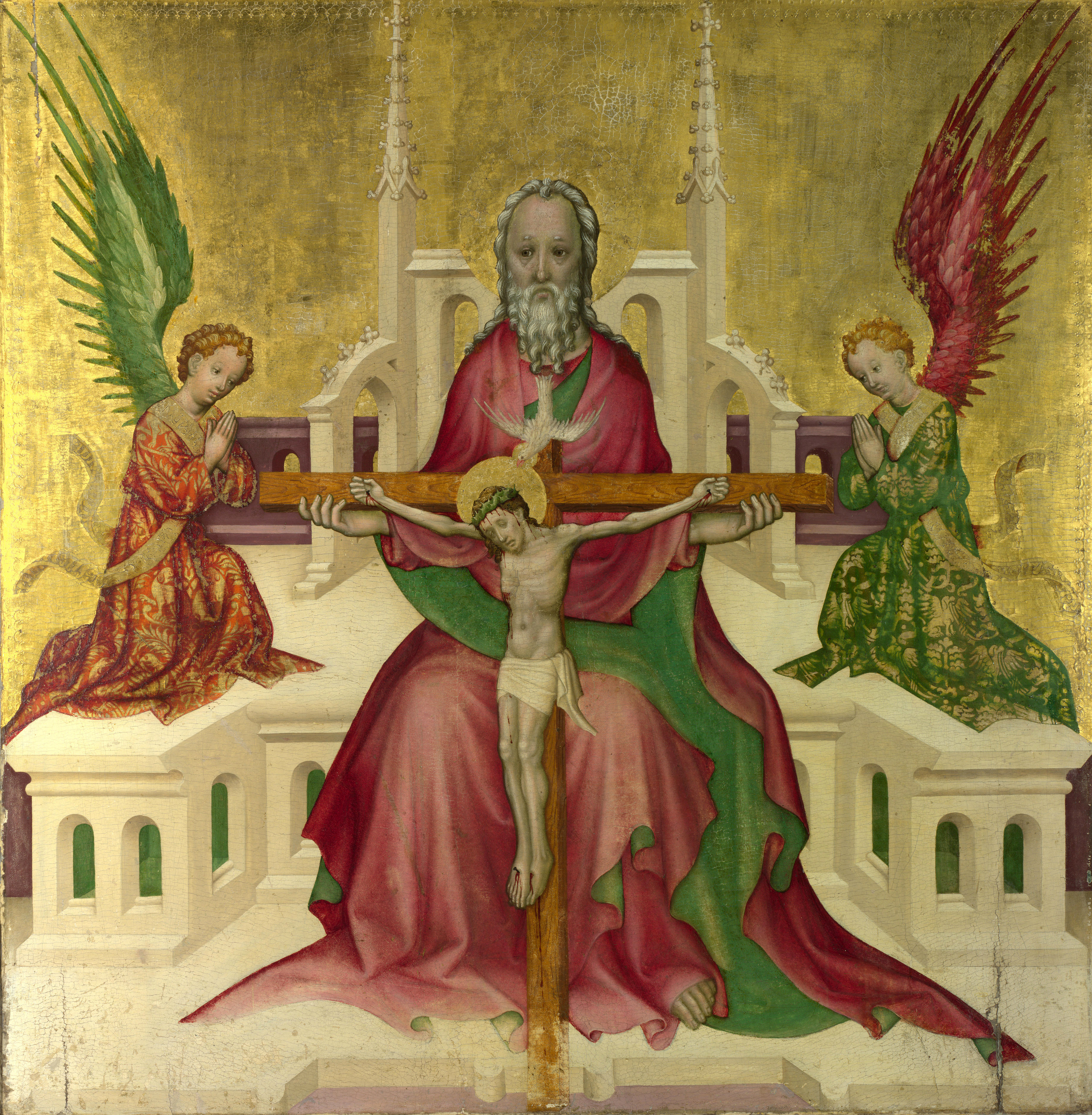
Österreichischer Meister, Gnadenstuhl, Anfang 15. Jh., National Gallery (London)

Der Gnadenstuhl (lat. sedes gratiae) ist ein Bildtypus der christlichen Kunst zur Darstellung der Trinität (Dreifaltigkeit): Der meist gekrönte Gottvater hält das Kreuz (Kruzifix) mit dem toten Christus in beiden Händen, während die Taube als Symbol des Heiligen Geistes darüber schwebt. Gegen Ende des 13. Jahrhunderts kommen außerdem Bildnisse auf, bei denen Gott der Vater den Leichnam des toten Sohnes auf seinem Schoß hält oder stehend den Sohn vor sich zeigt.

## Entwicklung des Motivs

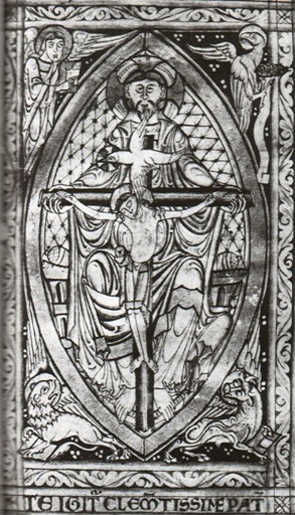
Miniatur im Missale von Cambrai (um 1120)

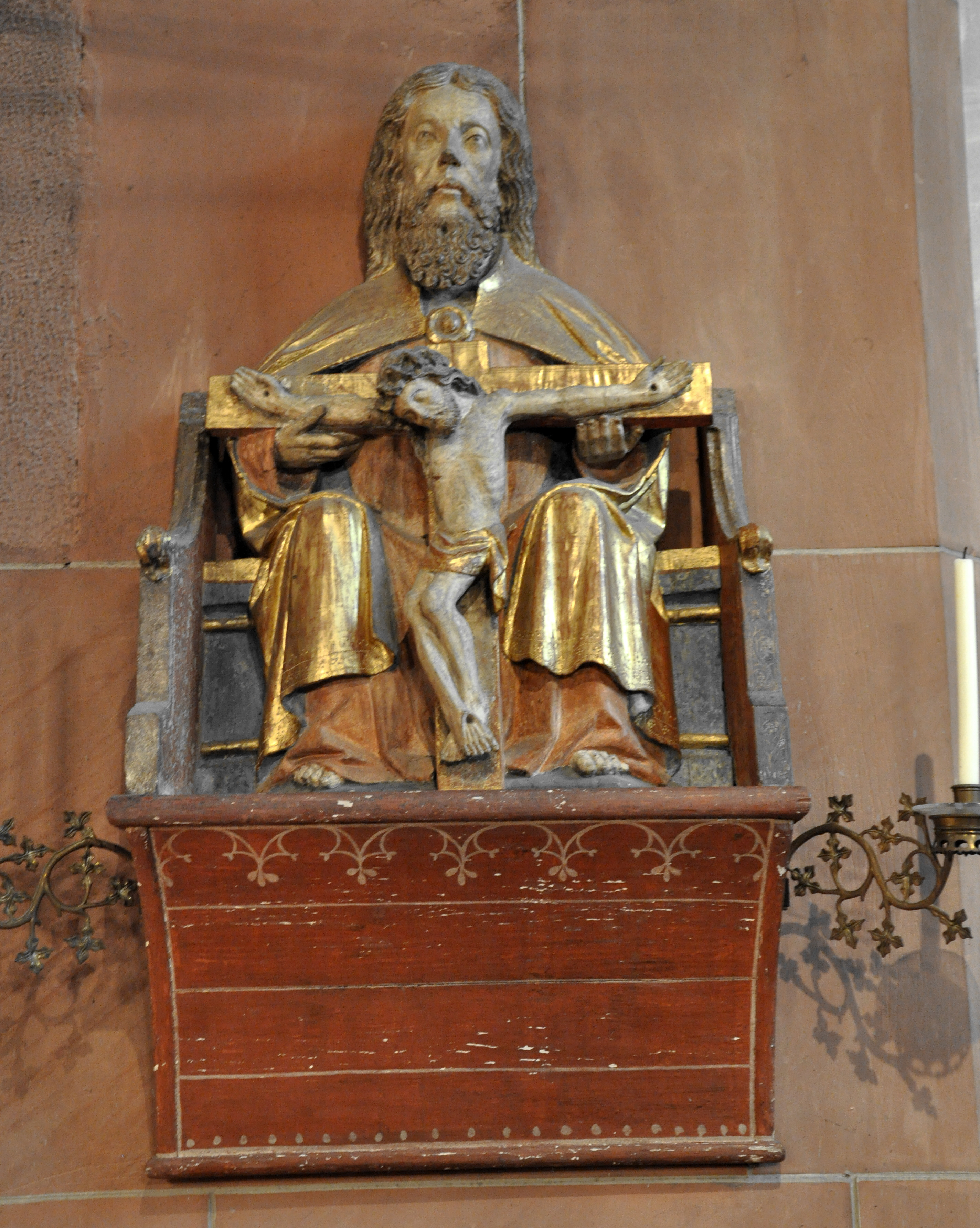
Gnadenstuhl in Kiedrich, St. Valentin (14. Jh.)

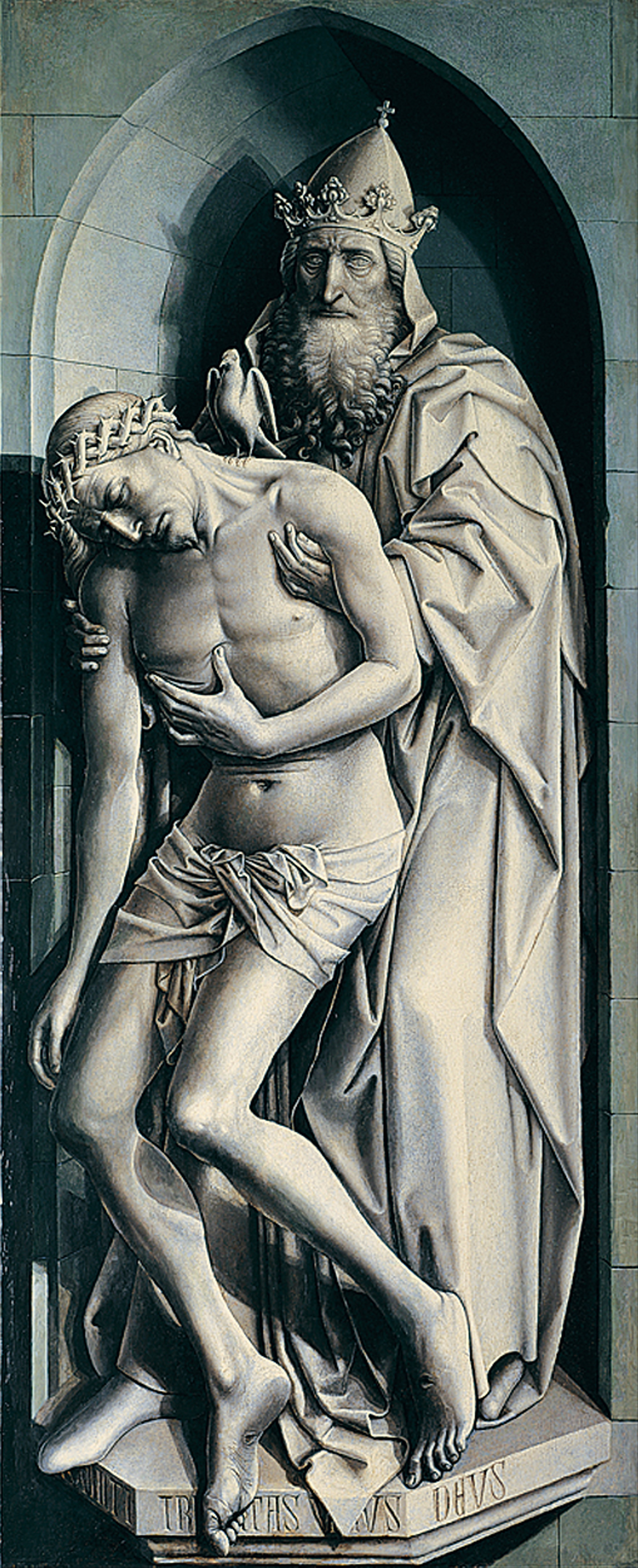
Meister von Flémalle: Not Gottes (um 1430)

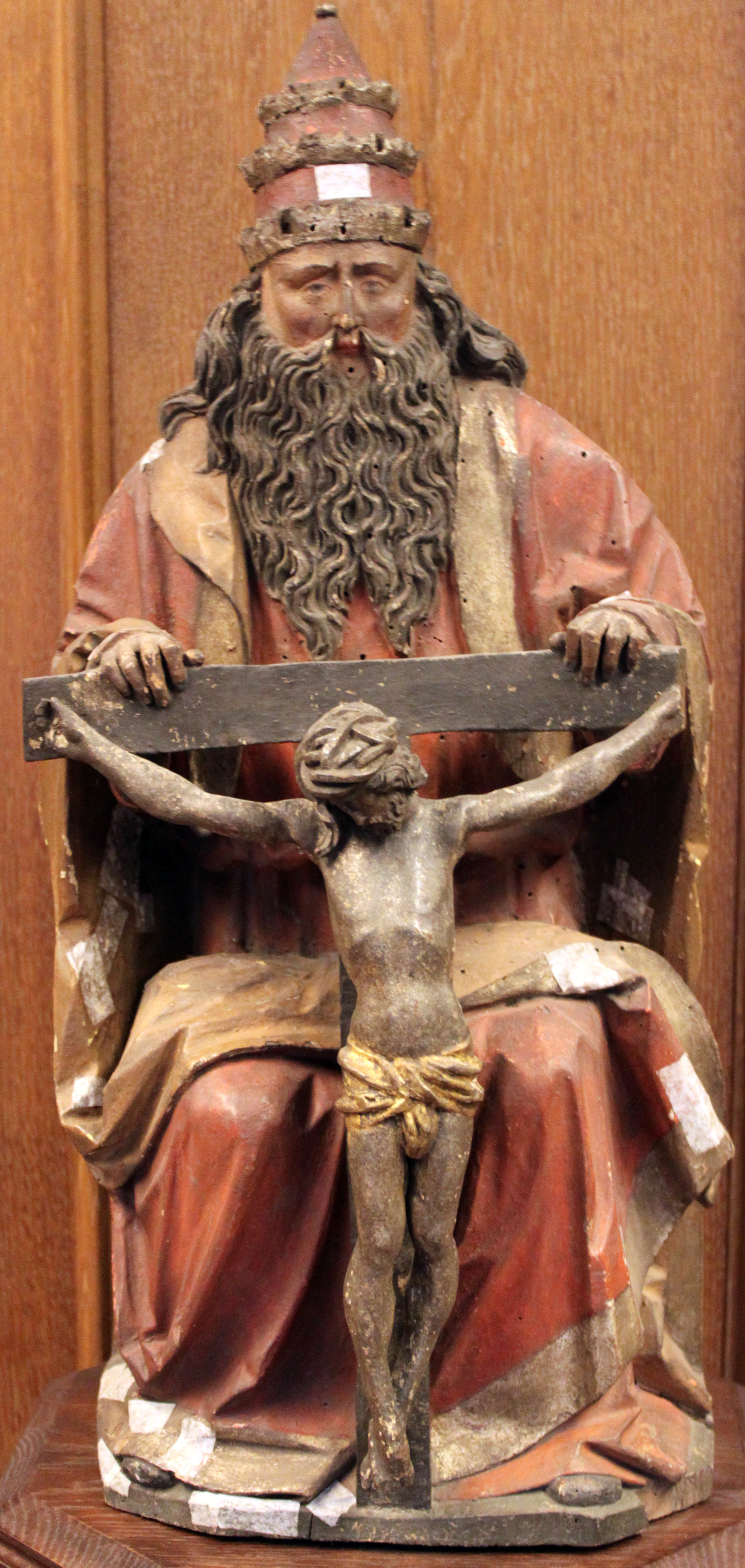
Gnadenstuhl mit Tiara-gekröntem Gottvater (Anfang 16. Jh.)

Der Gnadenstuhl gilt als die bedeutendste mittelalterliche Bildschöpfung für das Motiv der Dreifaltigkeit. „Er wurde zur kennzeichnenden abendländischen Form ihrer Vergegenwärtigung“. Das Bildmotiv entwickelte sich aus einer Verbindung des Kreuzes mit den Symbolen für Gottvater und für den Heiligen Geist. Andere Darstellungen hierfür gab es bereits zuvor. Zu Beginn des 12. Jahrhunderts kam dann dieser neue Bildtypus auf.
Ältestes erhaltenes Beispiel ist eine Miniatur in dem Missale von Cambrai (um 1120), die in diesem Messbuch die Stelle zu Beginn des Canon Missae, des Hochgebets in der christlichen Eucharistiefeier, einnimmt: Gottvater mit Kreuznimbus, auf einem Thronsessel sitzend und von einer Mandorla umgeben, hält den Kruzifixus mit beiden Händen. Die Taube, die den Heiligen Geistes versinnbildlicht, ebenfalls mit Kreuznimbus, stellt die Verbindung zwischen den göttlichen Personen her, indem sie mit ihren Schwingen die Lippen von Gottvater und von Christus berührt. Wolfgang Braunfels bezeichnet den Text des Canon missae als literarische Quelle für das Motiv des Gnadenstuhls, das entstanden sei, um die Texte des Canon Missae zu veranschaulichen.
Eine weitere Variante des Gnadenstuhls zeigt die um 1140 entstandene Medaillonscheibe eines Chorfensters der Kathedrale von Saint-Denis. Abt Suger von Saint-Denis beschrieb die Darstellung als „Bundeslade mit Kruzifixus auf der Quadriga Aminadab“::
- Gottvater hält mit beiden Händen den Kruzifixus über der geöffneten Bundeslade, umgeben von den vier Evangelistensymbolen, vor dem Hintergrund des hellblauen Himmels.
- Vom Querbalken des Kreuzes hängt ein gelbes Velum herab, das bis zum hinteren Rand der Bundeslade sichtbar ist. „In dieser Anordnung kann man Sugers Verbindung von Velum und Kreuz in eine historische Linie einreihen, die bis zum konstantinischen Labarum zurückführt … Die Komposition bezieht das Tuch offenbar nicht nur auf das Kreuz darüber, sondern zugleich auch auf die Bundeslade darunter. Demnach ist mit dem Velum der Vorhang gemeint, der in dem alttestamentlichen Bundeszelt beziehungsweise Tempel das Sanctissimum, in dem sich die Bundeslade befand, vom Sanctum abtrennt“;[5]
- Das Kreuz ist in einen vierrädrigen Wagen gestellt, der als „QUADRIGE AMINADAB“ (lat.: Wagen des Amminadab) bezeichnet ist. Außer dem Kruzifix als Inbegriff des Neuen Testamentes enthält der Wagen die Bundeslade mit den Gesetzestafeln und den Aaronstab als Inbegriffe des Alten Testamentes. Eine von Abt Suger stammende Inschrift bezeichnet den Gnadenstuhl als einen auf der Bundeslade errichteten „Altar mit dem Kreuz Christi“: FEDERIS EX ARCA CRUCE XRI SISTITUR ARA – FEDERE MAIORI VULT IBI VITA MORI („Auf der Lade des Bundes ist aufgerichtet der Altar mit dem Kreuz Christi; hier will das Leben sterben durch einen größeren Bund“).

In der Kunstgeschichte wurde der beschriebene Bildtypus zunächst als Trinität bezeichnet; erst im 19. Jahrhundert hat sich der Begriff „Gnadenstuhl“ durchgesetzt.

## Theologischer Inhalt
Die Darstellungsform soll den Betrachtern dazu verhelfen, sich das Geheimnis der Dreifaltigkeit Gottes (Trinität) besser vorstellen zu können: Gott-Vater präsentiert seinen Sohn Jesus Christus den Menschen als denjenigen, der für ihre Sünden am Kreuz gestorben ist. Der Heilige Geist ist das Band zwischen Gott-Vater und Gott-Sohn; er selbst ist die dritte Person der Trinität. Der christliche Glaube lehrt den Glauben an einen Gott, der in sich dreifaltig ist: ein Gott in drei Personen, die drei Personen des einen Gottes.
Der Begriff „Gnadenstuhl“ stammt von Martin Luther als Übersetzung für propitiatorium, dem goldenen Deckelaufsatz auf der Bundeslade (Ex 25,17ff. ). Im Anschluss an den Begriff Gnadenstuhl hat Luther auch den Begriff „Gnadenthron“ gebildet. In Röm 3,25  wird in Übersetzung von ἱλαστήριον (‚hilastérion‘) damit Christus bezeichnet, durch den – Luther zufolge – jeder Mensch Gnade und Seligkeit erlangt.
Der Messkanon beginnt mit der Bitte an Gottvater, das im Gottesdienst dargebrachte Opfer eingedenk des Christusopfers anzunehmen. Gottvater empfängt den Leib des Sohnes und reicht ihn den Menschen wieder dar, was die Bilder des Gnadenstuhls aussagen sollen. Im Gebet Supplices heißt es z. B. dort:

„Wir bitten dich, allmächtiger Gott: Dein heiliger Engel trage diese Opfergabe auf deinen himmlischen Altar vor deine göttliche Herrlichkeit; und wenn wir durch unsere Teilnahme am Altar den heiligen Leib und das Blut deines Sohnes empfangen, erfülle uns mit aller Gnade und allem Segen des Himmels.“

## Mystik
Während der Verbreitung der christlichen Mystik entstand seit dem 13. Jahrhundert die Ikonographie der Not Gottes, eine Abwandlung des Gnadenstuhls, wobei Gottvater den Leichnam des Sohnes (ohne Kreuz) auf seinem Schoß hält (vgl. Pietà). Hierdurch wurde im Sinne der Mystik die Trauer des Vaters ausgedrückt.

## Beispiele
In der bildenden Kunst gibt es zahlreiche Beispiele für den Gnadenstuhl, wovon einige hier in chronologischer Folge aufgeführt werden:
- Wandmalerei in der Kirche von Houghton-on-the-Hill, Norfolk, England (um 1100)
- Miniatur im Missale von Cambrai (um 1120)
- Deckplatte eines Tragaltars aus Hildesheim, London (vor 1132)
- Deckplatte des Mauritius-Tragaltars, St. Servatius Siegburg (um 1160)
- Buchmalerei auf einem Einzelblatt, Wien Albertina (2. Hälfte 12. Jh.)
- Altarretabel aus der Wiesenkirche in Soest, Berlin (1250–1270)
- Gnadenstuhl in Kiedrich, St. Valentin (14. Jh.)
- Österreichischer Meister: Gnadenstuhl, London (um 1420)
- Meister von Flémalle (auch Robert Campin zugeschrieben): Trauer der Dreieinigkeit, Petersburg (1430er Jahre)
- Meister von Flémalle: Gnadenstuhl, Städel, Frankfurt am Main (um 1430)
- Meister der Darmstädter Passion: Gnadenstuhl aus St. Martin in Bad Orb, Berlin (1460–1470)
- Albrecht Dürer: Heilige Dreifaltigkeit, Holzschnitt (1511)
- Lucas Cranach der Ältere: Dreifaltigkeit (1518)
- Meister von Meßkirch: Gnadenstuhl (um 1530)
- Gnadenstuhl-Epitaph, Bremen Dommuseum (1549)
- El Greco: Dreifaltigkeit, Madrid Prado (1577)
- Nina Koch: Gnadenstuhl, Plastik vor der St.-Jodokus-Kirche in Bielefeld (2005)
- Weiglkreuz, Niederösterreich